# Vadstena
Vadstena este un orășel port la marele lac Vättern în regiunea Östergötland, Suedia, centru de comună. Orașul are o lungă istorie din evul mediu până în zilele noastre. Centrul localității are un caracter vechi, cu o rețea de străzi stâmte și construcții joase, ridicate atât în evul mediu cât și în secolele 18 și 19. Orașul este un important magnet turistic în timpul verii. Principalele atracții turistice sunt castelul regal, mănăstirea și centrul vechi.

## Demografie
| \| Evoluția demografică a zonei urbane Vadstena, 1970–2015 \| Evoluția demografică a zonei urbane Vadstena, 1970–2015 \| Evoluția demografică a zonei urbane Vadstena, 1970–2015 \| Evoluția demografică a zonei urbane Vadstena, 1970–2015 \| Evoluția demografică a zonei urbane Vadstena, 1970–2015 \| \| --------------------------------------------------------------------------------------- \| ------------------------------------------------------- \| ------------------------------------------------------- \| ------------------------------------------------------- \| ------------------------------------------------------- \| \| An \| \| \| Locuitori \| \| \| 1970 \| 1970 \| \| 4.926 \| 4.926 \| \| 1975 \| 1975 \| \| 5.294 \| 5.294 \| \| 1980 \| 1980 \| \| 5.305 \| 5.305 \| \| 1990 \| 1990 \| \| 5.527 \| 5.527 \| \| 1995 \| 1995 \| \| 5.744 \| 5.744 \| \| 2000 \| 2000 \| \| 5.651 \| 5.651 \| \| 2005 \| 2005 \| \| 5.612 \| 5.612 \| \| 2010 \| 2010 \| \| 5.613 \| 5.613 \| \| 2015 \| 2015 \| \| 5.674 \| 5.674 \| \| Sursa: SCB - Statistika Centralbyrån, Folkmängden per tätort. Vart femte år 1960 - 2016 \| \| \| \| \| |      |  |           |       |
| Evoluția demografică a zonei urbane Vadstena, 1970–2015 |      |  |           |       |
| An |      |  | Locuitori |       |
| 1970 | 1970 |  | 4.926     | 4.926 |
| 1975 | 1975 |  | 5.294     | 5.294 |
| 1980 | 1980 |  | 5.305     | 5.305 |
| 1990 | 1990 |  | 5.527     | 5.527 |
| 1995 | 1995 |  | 5.744     | 5.744 |
| 2000 | 2000 |  | 5.651     | 5.651 |
| 2005 | 2005 |  | 5.612     | 5.612 |
| 2010 | 2010 |  | 5.613     | 5.613 |
| 2015 | 2015 |  | 5.674     | 5.674 |
| Sursa: SCB - Statistika Centralbyrån, Folkmängden per tätort. Vart femte år 1960 - 2016 |      |  |           |       |

## Imagini din exterior

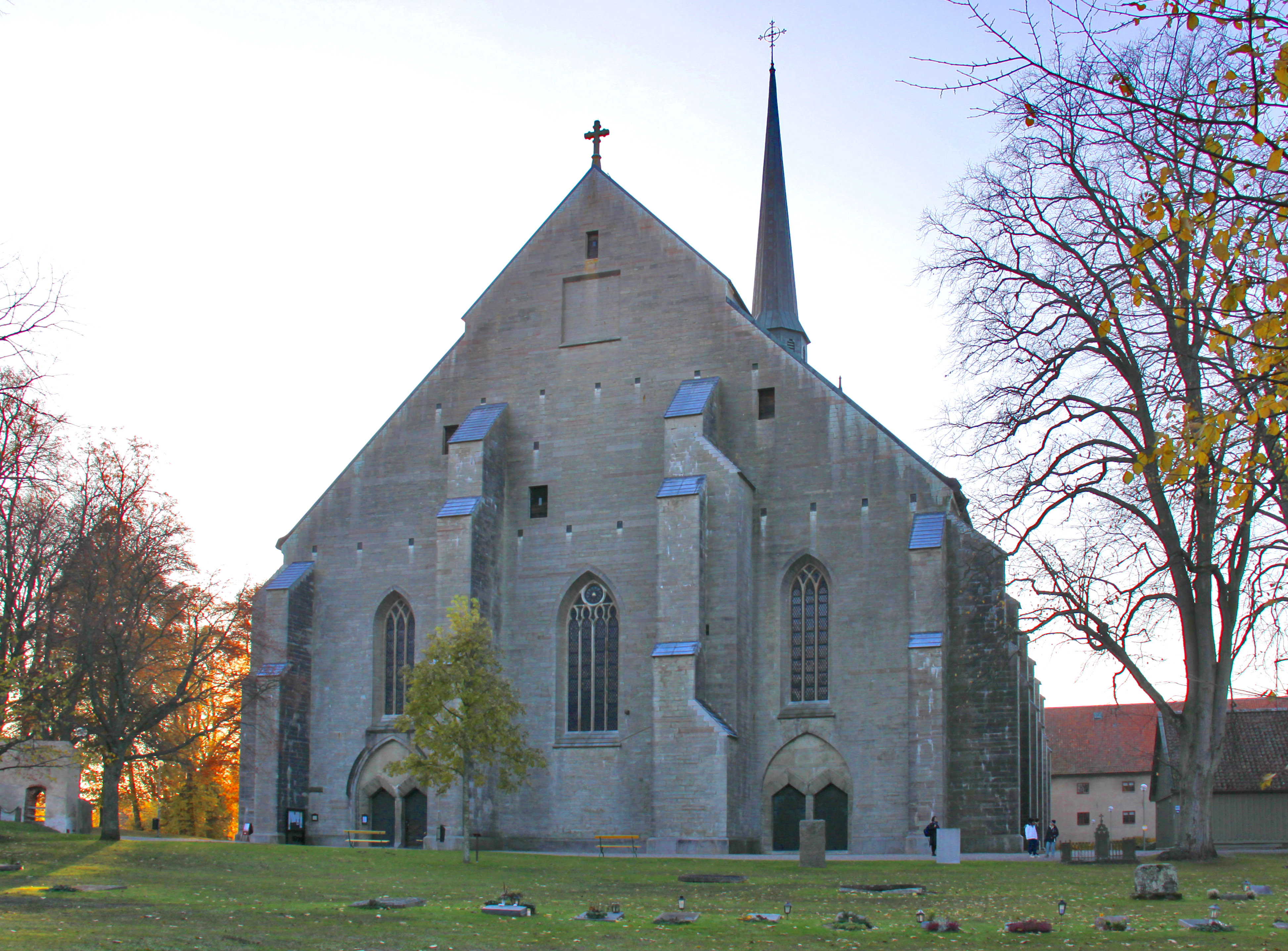
biserica mănăstirii, 1430
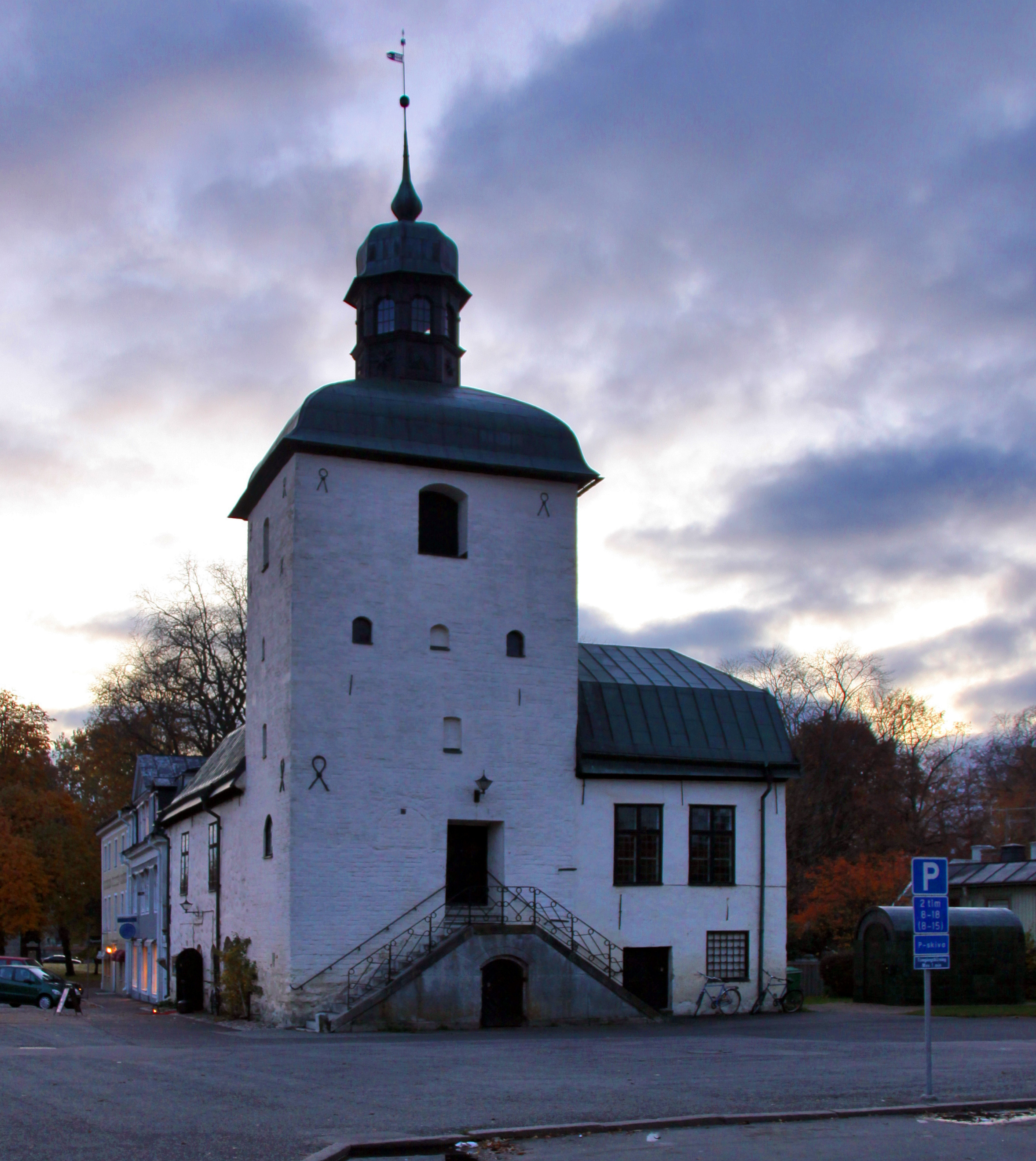
primăria, sec. 15
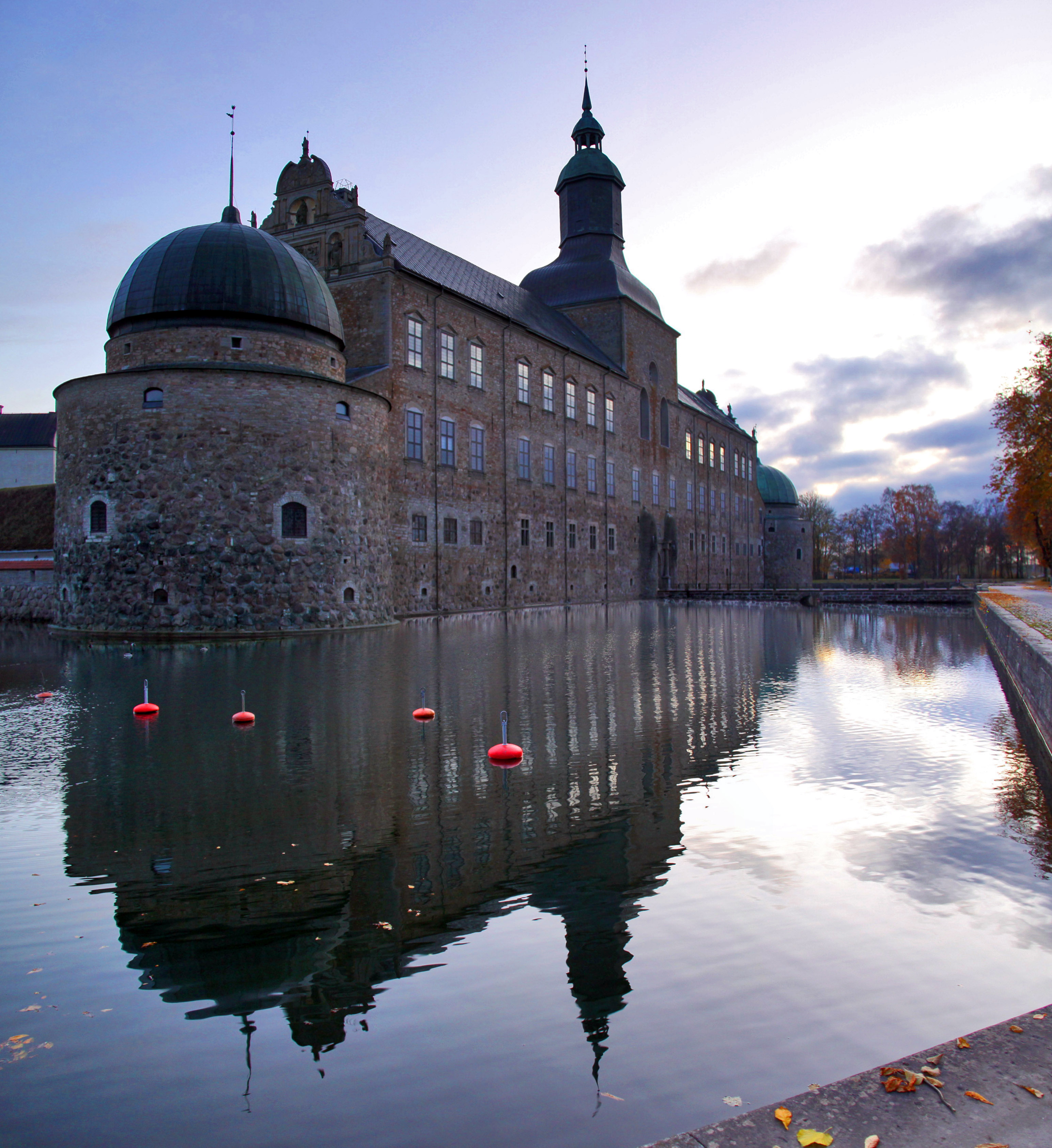
castelul, sec 16-17